# Binhal, Yelbarga
Binhal là một làng thuộc tehsil Yelbarga, huyện Koppal, bang Karnataka, Ấn Độ.